# Jason X
Jason X es una película estadounidense de ciencia ficción slasher de 2001 dirigida por James Isaac. Es la décima entrega de la serie de películas de Friday the 13th y protagonizada por Kane Hodder en su cuarta y última aparición en la película como el descomunal asesino no-muerto Jason Voorhees y su contrafigura futurista, Uber Jason.

## Argumento
El gobierno de los Estados Unidos consigue capturar al homicida múltiple Jason Voorhees (Kane Hodder) en el año 2008. El juez dictó que la sentencia de Jason fuera la pena de muerte y este fue ejecutado un sinfín de veces (desde la silla eléctrica hasta pelotones de fusilamiento e, incluso, el primitivo sistema de la horca) pero Jason era incapaz de morir. Finalmente, en 2010 Jason se encuentra encerrado en una prisión diseñada exclusivamente para tenerlo en cautiverio cerca de Crystal Lake, esperando su nueva sentencia (esta vez, dado que no puede ser exterminado, será puesto en suspensión criogénica). Por otra parte, Rowan LaFontaine (Lexa Doig), una investigadora gubernamental encargada de la futura criogenización de Voorhees, es informada por el coronel que Jason será trasladado a un laboratorio con el fin de investigar su mutación (Jason es capaz de regenerar tejidos orgánicos mucho más deprisa que el humano promedio). Sin embargo, Rowan se niega a ese descabellado plan debido al riesgo que conllevaría el escape de Jason a la ciudad. Sin ser escuchada, el coronel se dirige a la celda de Jason solo para descubrir que este ha escapado y ha acabado primero con la vida de los guardias que se encontraban ahí y después con la del propio coronel, quien es asesinado frente a los ojos de Rowan, quien corre a la cámara criogénica a tenderle una trampa a Jason. El plan funciona: Jason queda atrapado en la cámara y ya se ha iniciado la secuencia de criogenización. Desafortunadamente, Rowan es atravesada por el machete de Jason y esto provoca el cierre hermético de la habitación, con lo que ella queda atrapada en sueño criogénico junto con el psicópata.
Rowan y Jason quedan en suspensión criogénica por más de 400 años. En el año 2455 la contaminación ha convertido a la Tierra en un planeta inhabitable e incapaz de sustentar vida, hecho por el cual el hombre la abandonó y reconstruyó su civilización en un planeta bautizado como Tierra-Dos (Earth-Two). Una tripulación de universitarios (compuestos por Tsunaron, Janessa, Azrael y la androide Kay-Em14) y el profesor Lowe (Jonathan Potts) descubren los cuerpos de Jason y Rowan y afirman que pueden revivir a esta última con nanotecnología. Tras intentar mover a Jason, este se cae y su machete, accidentalmente, corta el brazo de Azrael (Dov Tiefenbach); este es inmediatamente atendido por Kay-Em14 (Lisa Ryder) y corren a su nave debido a que al abrir la compuerta, los cuerpos de Jason y Rowan empezaron a descomponerse. Una vez en su nave inician el despegue y llevan a Rowan y a Azrael al quirófano, mientras que Jason es dado por muerto y su cuerpo es registrado en la morgue de la nave para la autopsia.
Rowan es descongelada con nanotecnología a la vez que, con el mismo método, le es repuesto el brazo a Azrael. Ella despierta desconcertada, acostada en una cama frente a la tripulación que la rescató y es el profesor Lowe el que le informa de su nueva situación. Mientras, en la morgue, Jason empieza a dar señales de su resurrección (debido a que varios adolescentes estaban teniendo relaciones sexuales cerca de la zona) para finalmente despertar y matar a Adrianne (Kristi Angus), la estudiante encargada de su autopsia, congelando su rostro en nitrógeno líquido. Jason recoge su máscara de hockey (ya que fue removida de su rostro para la autopsia) y agarra un machete de la mesa de operaciones, dispuesto a iniciar una masacre en la nave.
Rowan, en una charla privada con Lowe, le comenta lo que es Jason (una imparable máquina homicida) y del peligro que conllevaría tenerlo en la nave. Rowan es nuevamente ignorada por su ahora nuevo comandante en jefe, ya que este planeaba preservarlo con fines lucrativos. Por su parte, Jason va subiendo los pisos de la nave dejando su firma de sangre en cada víctima suya hasta que los últimos adolescentes que quedan con vida (incluyendo a Rowan) se refugian en la sala de control donde se encuentran cara a cara con Jason. Rowan y los otros huyen mientras que Lowe (que también estaba en la sala) trata de negociar con Jason para ser un equipo y hacerse millonarios. Dado que a Jason solo le interesa matar, no solamente ignora la propuesta de Lowe, sino que lo mata frente a sus alumnos quienes corren a salvar al sargento Brodski (Peter Mensah) y, en un intento de escapar usando una nave de escape, son acorralados por Jason. Kinsa (Melody Johnson), una de las sobrevivientes, cierra la puerta de la única nave de escape que quedaba, ya que Jason se encontraba adentro y había matado al piloto. Esta finalmente colapsa y explota matando a Kinsa y, aparentemente, a Jason. No obstante, este consiguió salir a tiempo. Cuando todo parecía haber terminado, Tsunaron (Chuck Campbell) distrae a Jason, forzándolo a combatir con la mejorada Kay-Em14, la cual fue modificada por Tsunaron para ser experta en el combate cuerpo a cuerpo, la estrategia táctica y armamento. La nueva Kay-Em fulmina sin problemas a Jason a quien le vuela la cabeza, una pierna y un brazo, dejándolo sin vida.
Ya con Jason vencido, Rowan, Janessa (Melyssa Ade), Kay-Em, Tsunaron y Waylander (Derwin Jordan) van al laboratorio quirúrgico a curar a Brodski. Una vez que Brodski mejora, Waylander envía a la Tierra-II una señal de auxilio para ser rescatados en menos de 45 minutos (pasado ese límite la nave explotaría debido a que Jason destruyó los sistemas de control). También se les informa que no serán rescatados si no logran llegar a tiempo, lo que alarma a Janessa. Brodski propone volar los puentes que conectan el hemisferio este de la nave (en donde se encuentran) con el hemisferio oeste (el que está por explotar); de esta forma el rescate tendría más tiempo a favor. Con el plan en marcha buscan detonadores en el depósito de armamento. Sin embargo, y para su mala suerte, la habitación donde reposaba el cadáver de Jason era el laboratorio quirúrgico del principio (los demás tuvieron que usar el laboratorio de al lado para curar a Brodski) y un cortocircuito reactiva los nanobots quienes reparan a Jason volviéndolo más fuerte y poderoso que nunca.
Rowan y los otros colocan las últimas cargas cuando la nave se sacude y ven desde la puerta al nuevo y mejorado Uber-Jason (Kane Hodder). Kay-Em lo enfrenta nuevamente, pero ahora el nuevo cuerpo cibernético de Jason es a prueba de balas y capaz de soportar cualquier daño, por lo que Kay-Em es rápidamente vencida por Jason cortándole la cabeza (pero dado que ella es un androide aún sigue operativa) y atacando a Waylander, quien poseía el detonador. Todos menos Jason y Waylander salen del puente, Waylander activa las cargas y muere en la explosión.
La nave de rescate por fin llega, pero las compuertas de la nave ya no tienen energía y no se abren. Brodski, vistiendo un traje espacial, reparara los circuitos de la puerta mientras Rowan los repara desde adentro. Jason sobrevive a la explosión provocada por Waylander y al intentar entrar abre el casco de la nave, el cual succiona hacia afuera a Janessa. Rowan, Kay-Em y Tsunaron, al ver que Janessa está muerta y que Jason está por entrar a la nave, cierran la puerta. Enseguida se dirigen a la puerta para entrar en el túnel de extracción para poder abordar la nave de rescate, pero todos los que están en la puerta para el rescate se percatan de que Jason, como la propia máquina imparable homicida, derriba cada puerta que se entromete a su paso, y llegando donde están los demás. Tsunaron, con la ayuda de Kay-Em (la cabeza del androide), idea un plan en el cual el espacio en donde está Jason es transformado en un paisaje distinto con ayuda de un simulador, dándoles más tiempo. Desgraciadamente, Jason ve una puerta en la cual están los demás y se dirige a ella.
Tsunaron tiene otra idea e igualmente, con ayuda de la cabeza de Kay-Em, diseñan un paisaje parecido al de Crystal Lake, y cuando Jason se da la vuelta, ve a dos campistas que le ofrecen entre tener relaciones sexuales con él en el suelo o fumar marihuana, ya que eso les gusta y se meten cada una en una bolsa de dormir. Sin dudar, Jason las asesina, azotándolas una contra otra dentro de sus respectivas bolsas de dormir y a otra contra un árbol (siendo un simulador), el tiempo se termina, Jason nuevamente se dirige a la puerta, pero por suerte, Brodski termina de reparar la puerta, esta se abre y Tsunaron, Kay-Em y Rowan pasan a través de esta y llegan a la nave. Sin poder esperar a Brodski, el piloto separa la nave de rescate del resto y se van. Rowan, Tsunaron y Kay-Em ven cómo se destruye el resto de la nave y, aún peor, observan cómo Jason flotando rápidamente en el espacio se dirige a ellos, pero Brodski, estando en el espacio, usa el oxígeno de su traje y este sale a presión y se sacrifica para detener Jason, agarrando a este último y alejándolo de la nave. Todos están a salvo.
Rowan, Tsunaron y Kay-Em se salvaron. Kay-Em le pregunta a Tsunaron si volverá a caminar, y este le responde que trabajará en eso. Mientras, se ve cómo Brodski, aferrándose de Jason, entran en la atmósfera de un planeta cercano, quemándose. Una pareja en las orillas de un lago ve la estela del ingreso Brodski y Jason, confundiéndola con una estrella fugaz y el hombre le dice a la mujer que pida un deseo. En las aguas del lago, la máscara metálica de Jason cae hasta el fondo, con el borde quemado y negro, la máscara toca fondo y se puede escuchar un susurro final.

## Personajes
- Kane Hodder como Jason Voorhees / Uber Jason.
- Lexa Doig como Rowan LaFontaine.
- Lisa Ryder como Kay-Em 14.
- Chuck Campbell como Tsunaron.
- Melyssa Ade como Janessa.
- Peter Mensah como el Sgto. Brodski
- Melody Johnson como Kinsa.
- Derwin Jordan como Waylander.
- Jonathan Potts como el profesor Brandon Lowe.
- Phillip Williams como Crutch.
- Dov Tiefenbach como Azrael.
- Kristi Angus como Adrienne Thomas.
- Dylan Bierk como Briggs.
- Amanda Brugel como Geko.
- Yani Gellman como Stoney.
- Todd Farmer como Dallas.
- David Cronenberg como el Dr. Wimmer
- Robert A. Silverman como Dieter Perez.
- Marcus Parilo como el Sgto. Marcus
- Boyd Banks como Fat Lou.

## Lanzamiento
La película recaudó $13 121 555 en los Estados Unidos y $3 830 243 en el extranjero, por un bruto mundial de $16 951 798. La película fue lanzada en DVD el 8 de octubre de 2002. Fue lanzada en Blu-ray en 2013, con todas las películas, en el paquete Friday the 13th: The Complete Collection.

## Recepción
La película recibió críticas desfavorables, con una calificación de 19% en Rotten Tomatoes, basada en 104 críticas, con el consenso de que "Jason va al futuro, pero la historia sigue estancada en el pasado". En Metacritic recibió "generalmente desfavorable" en comentarios basados en 23 críticos, con una puntuación de 25/100. El crítico de cine estadounidense Roger Ebert escribió una crítica mordaz de la película, citando una de las líneas de la película: "Esto apesta a tantos niveles".